# Военный мемориал Республики Корея
Военный мемориал Республики Корея (кор. 전쟁기념관) — национальный мемориал в историческом центре Сеула, символизирующий собой военную историю Кореи. Вход в музей бесплатный.

## История
Музей занимает площадь бывшей штаб-квартиры армии. Снаружи здания установлены памятные стелы и флаги стран, поддержавших Южную Корею в гражданской войне. По периметру здания поименно указаны погибшие воины всех стран.
Внутреннее помещение включает в себя шесть залов:
Первый зал — Мемориал-Холл, который отдает дань уважения всем тем, кто участвовал в войнах Кореи и погиб.
Следующая комната — Уор-Рум, показывающая корейское оружие эпохи палеолита: доспехи, шлемы и мечи.
В следующем помещении находится целая экспозиция, посвящённая войне между Северной и Южной Кореей. Этот зал отображает все аспекты войны и роль Организации Объединённых Наций в конфликте.
В четвёртой комнате происходит воссоздание различных сражений корейцев, присутствуют следующие спецэффекты: видео, звук, дым и запах пороха.
В пятой комнате находится экспозиция, посвящённая миротворческим войскам Республики Корея.
В комнате оборонной промышленности можно лицезреть современное оружие Южной Кореи.
Справа от основного здания под открытым небом представлены боевые самолеты, танки, артиллерия, бомбы и снаряды.